# 早良テレビ中継局
早良テレビ中継局（さわらテレビちゅうけいきょく）は、福岡県福岡市に置かれているテレビ放送の中継局。

## 中継局概要

### デジタルテレビ放送
| リモコン 番号 | 放送局名         | チャンネル 番号 | 空中線 電力 | ERP   | 偏波面   | 放送対象地域 | 放送区域内 世帯数 | 運用開始日     |
| ------------- | ---------------- | --------------- | ----------- | ----- | -------- | ------------ | ----------------- | -------------- |
| 1             | KBC 九州朝日放送 | 41              | 300mW       | 1.2W  | 垂直偏波 | 福岡県       | 約7,543世帯       | 2008年 12月1日 |
| 2             | NHK 福岡教育     | 43              | 300mW       | 1W    | 垂直偏波 | 全国         | 約7,543世帯       | 2008年 12月1日 |
| 3             | NHK 福岡総合     | 38              | 300mW       | 1W    | 垂直偏波 | 福岡県       | 約7,543世帯       | 2008年 12月1日 |
| 4             | RKB RKB毎日放送  | 36              | 300mW       | 1.2W  | 垂直偏波 | 福岡県       | 約7,543世帯       | 2008年 12月1日 |
| 5             | FBS 福岡放送     | 20              | 300mW       | 1.2W  | 垂直偏波 | 福岡県       | 約7,543世帯       | 2008年 12月1日 |
| 7             | TVQ TVQ九州放送  | 35              | 300mW       | 1.2W  | 垂直偏波 | 福岡県       | 約7,543世帯       | 2008年 12月1日 |
| 8             | TNC テレビ西日本 | 18              | 300mW       | 1.25W | 垂直偏波 | 福岡県       | 約7,543世帯       | 2008年 12月1日 |

- 所在地： 福岡市早良区（西山南方高原）[2][1][3][4]
- 放送区域： 福岡市西区及び早良区の各一部[1][3][4]
- 2008年10月9日に予備免許が交付され[5]、11月4日から試験放送を実施[5]。11月25日に本免許が交付され、12月1日に本放送を開始した[2]。

### アナログテレビ放送
| チャンネル 番号 | 放送局名         | 空中線 電力       | ERP                | 偏波面   | 放送対象地域 | 放送区域 内世帯数 | 運用開始日     |
| --------------- | ---------------- | ----------------- | ------------------ | -------- | ------------ | ----------------- | -------------- |
| 40              | NHK 福岡教育     | 映像3W/ 音声750mW | 映像8.7W/ 音声2.2W | 垂直偏波 | 全国         | 4,800世帯         | 1970年 1月27日 |
| 42              | NHK 福岡総合     | 映像3W/ 音声750mW | 映像8.7W/ 音声2.2W | 垂直偏波 | 福岡県       | 4,800世帯         | 1970年 1月27日 |
| 44              | FBS 福岡放送     | 映像3W/ 音声750mW | 映像9.7W/ 音声2.4W | 垂直偏波 | 福岡県       | 4,800世帯         | 1977年 6月10日 |
| 50              | RKB RKB毎日放送  | 映像3W/ 音声750mW | 映像9.7W/ 音声2.4W | 垂直偏波 | 福岡県       | 4,800世帯         | 1977年 6月10日 |
| 56              | KBC 九州朝日放送 | 映像3W/ 音声750mW | 映像9.7W/ 音声2.4W | 垂直偏波 | 福岡県       | 4,353世帯         | 1977年 6月9日  |
| 28 → 58         | TVQ TVQ九州放送  | 映像3W/ 音声750mW | 映像9.7W/ 音声2.4W | 垂直偏波 | 福岡県       | 4,800世帯         | 1994年 1月14日 |
| 62              | TNC テレビ西日本 | 映像3W/ 音声750mW | 映像9.7W/ 音声2.4W | 垂直偏波 | 福岡県       | 4,800世帯         | 1977年 6月10日 |

- 所在地： デジタルテレビ放送に同じ
- 2011年7月24日をもってすべて廃止された。